# Acestrorhynchus falcirostris
Acestrorhynchus falcirostris es una especie de peces de la familia Acestrorhynchidae en el orden de los Characiformes.

## Morfología
Los machos pueden llegar alcanzar los 40 cm de longitud total.

## Hábitat
Es un pez de agua dulce y de clima tropical (24 °C-28 °C ).

## Distribución geográfica
Se encuentran en América:  cuencas de los ríos  Amazonas y Orinoco, y ríos de Guayana.